# Abong-Mbang
Abong-Mbang  este un oraș  în partea de sud-est a Camerunului, în  provincia de Est, pe râul Nyong.